# Józef Rumiński

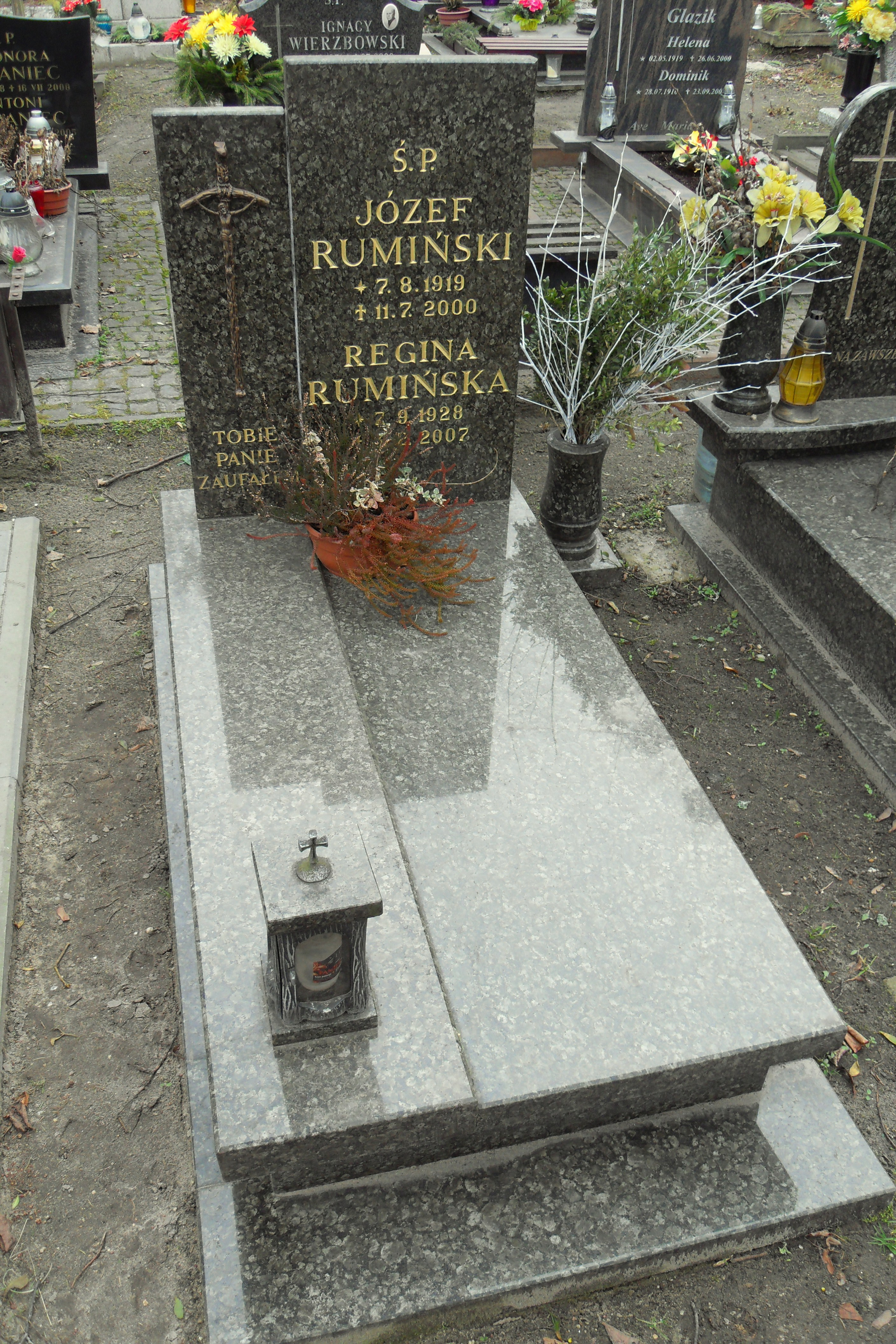
Grób na Cmentarzu Garnizonowym

Józef Rumiński (ur. 7 sierpnia 1919 w Grudziądzu, zm. 11 lipca 2000) – polski historyk, archiwista, wieloletni pracownik Archiwum Państwowego w Gdańsku.

## Życiorys
Był synem pracownika kolei Tomasza i Julianny z Fabińskich. Szkołę powszechną ukończył w Tczewie, egzamin dojrzałości zdał w I Państwowym Gimnazjum i Liceum w Bydgoszczy (1939). W latach 1940–1945 przebywał na robotach przymusowych u gospodarzy niemieckich. Po wojnie osiadł w Toruniu i od marca 1945 uczestniczył w Państwowym Wyższym Kursie Nauczycielskim, po ukończeniu którego podjął pracę w szkolnictwie powszechnym – był nauczycielem kontraktowym w Toruniu-Stawkach i Rozgartach koło Torunia. Pracę łączył od 1946 ze studiami historycznymi na Wydziale Humanistycznym Uniwersytetu Toruńskiego; przez pewien czas prezesował studenckiemu kołu historyków, a od grudnia 1946 był kolejno zastępcą asystenta i młodszym asystentem w Katedrze Historii Europy Wschodniej. Dyplom magistra filozofii uzyskał w czerwcu 1950 na podstawie pracy Mapa wielkiej własności komturstwa brodnickiego w XV wieku, przygotowanej na seminarium prof. Karola Górskiego.
W lutym 1950 podjął pracę w Archiwum Państwowym w Gdańsku i pozostał związany z tą instytucją do końca aktywności zawodowej. Zatrudniony był w charakterze pracownika naukowego. Do jego zadań należało m.in. sporządzanie inwentarzy i regestów dokumentów i listów z XIII-XV wieku, zachowanych w zespole Akta miasta Gdańska. Zorganizował w latach 50. i krótko kierował pracownią mikrofilmową, następnie w 1956 został kierownikiem pracowni naukowej, przekształconej w 1973 w Oddział Informacji i Ewidencji. Przeprowadzał kwerendy materiałów archiwalnych, m.in. dotyczące dziejów wsi, działalności Stanów Prus Królewskich w latach 1492–1506, działalności konsulów francuskich w XVIII wieku. Pracę naukowo-badawczą ułatwiały mu biegła znajomość dziejów Pomorza Gdańskiego, a także języków – niemieckiego, angielskiego, francuskiego, łacińskiego. Umiejętności archiwalne uzupełniał na kursach w Rogowie i Warszawie, organizowanych przez Naczelną Dyrekcję Archiwów Państwowych w latach 50. Cieszył się opinią pracownika "niezwykle skrupulatnego i odpowiedzialnego".
Ogłosił kilka publikacji. Opracowywał m.in. Kronikę naukową Torunia, ogłaszaną na łamach "Zapisków Towarzystwa Naukowego w Toruniu" (tom XIV, 1948; tom XVI, 1950; tom XVII, 1951). Był jednym z autorów pracy zbiorowej Związek Pruski i poddanie się Prus Polsce (pod redakcją Karola Górskiego, Poznań 1949). Osobie XVII-wiecznego fałszerza dokumentów Krzysztofa Stanisława Janikowskiego poświęcił artykuł w "Zapiskach Historycznych Towarzystwa Naukowego w Toruniu" (Fałszerstwa dokumentów Krzysztofa Stanisława Janikowskiego, tom XXX, 1965) oraz obszerne hasło w Polskim Słowniku Biograficznym (tom X, 1962–1964). Wspólnie z Karolem Górskim i Marianem Biskupem wydał kilka tomów serii Acta Stanów Prus Królewskich ("Fontes", tom 50, 1961; tom 54, 1963; tom 57, 1966; tom 59, 1967), a z Edmundem Cieślakiem opracował Raporty rezydentów francuskich w Gdańsku w XVIII w. (tom I–II, Gdańsk 1964, 1968).
Na emeryturę przeszedł w sierpniu 1979. Odznaczony był m.in. Srebrnym (1956) i Złotym Krzyżem Zasługi (1968), odznaką honorową "Za zasługi dla archiwistyki" (1976), Krzyżem Kawalerskim Orderu Odrodzenia Polski (1979).
Od 1951 żonaty z Reginą Piątkowską, absolwentką astronomii na Uniwersytecie Mikołaja Kopernika, miał córkę Marię. Zmarł 11 lipca 2000, pochowany został na Cmentarzu Garnizonowym przy ulicy Dąbrowskiego w Gdańsku.